# Satyrium eximium
Satyrium eximium is een vlinder uit de familie van de Lycaenidae. De wetenschappelijke naam van de soort werd als Thecla w-album var. eximia in 1887 gepubliceerd door Fixsen.

## Synoniemen
- Thecla affinis Staudinger, 1892 non Edwards, 1862
- Thecla fixseni Leech, 1893
- Thecla eximia kanonis Matsumura, 1929

## Ondersoorten
- Satyrium eximium eximium
- Satyrium eximium zhejianganum Tong, 1994
- Satyrium eximium mushanum Matsumura, 1929
  - = Thecla mushana Matsumura, 1929